# Sunshine Coast
Sunshine Coast er den fjerde største by i Queensland med 405.000 indbyggere, næst efter Brisbane (2,7 mill.) Gold Coast (2,1 mill.) og Cairns (701.000)
Byområdet har 511.000 indbyggere

## Fakta
Indbyggertal: 405.000
Areal: 290 km2 og 67 km
GDP: 1,3 millioner $

### Byområdet
Indbyggertal: 511.000
Areal: 401km2 og 100 km
GDP: 2 mio.$

## Billeder
|  |

|  |  |

|  |  |

|  |

1. ↑  Sunshine Coast, hentet 10. december 2022.
www.abs.gov.au (fra Wikidata).